# Soompi
Soompi è un sito web in lingua inglese che fornisce notizie di cultura pop coreana. Ha una delle più grandi comunità internazionali di Internet per il K-pop, concentrata principalmente su notizie e forum. Con oltre 23 milioni di fan su tutte le piattaforme, Soompi offre servizi in inglese e spagnolo.
Sin dalla sua fondazione nel 1998, Soompi è diventato uno dei siti web più longevi e più visitati che offre copertura su notizie di musica, sulle celebrità e sullo spettacolo coreani.
Inizialmente i visitatori erano per lo più coreani residenti all'estero: il sito fu visitato da oltre 1,2 milioni di persone. Tuttavia, a partire dal 2012, la maggior parte dei suoi membri sono non coreani residenti negli Stati Uniti, Canada, Singapore, Filippine e Malesia.

## Storia
Soompi è stato fondato nel 1998 dalla sviluppatrice web coreano-americana Susan Kang, Nel febbraio 2011 è stato acquisito da Enswers, Inc., una società IT con sede a Seul specializzata nella tecnologia di ricerca video, e ha operato come una sussidiaria interamente posseduta da quest'ultima. Quando Enswers fu acquisita da un'altra società, nel 2013 Soompi venne comprato da Crunchyroll, un sito VOD statunitense specializzato in anime. Viki ha poi acquisito Soompi il 19 agosto 2015.

## Soompi Awards
Soompi è anche noto per i suoi premi annuali, i Soompi Awards, iniziati nel 2005, che danno riconoscimenti ad artisti del K-pop e dei drama coreani. I vincitori vengono selezionati in parte in base al voto dei fan e in parte in base alle classifiche musicali di Soompi.